# سعيد بن خالد بن أبي طويل الشامي
سعيد بن خالد بن أبي طويل الشامي راوي حديث رتبته منكر الحديث، من أهل صيدا.

## روايته للحديث النبوي
- روى عن: أنس بن مالك، وواثلة بن الأسقع الليثي.
- روى عنه: إسماعيل بن عياش، مُحَمَّد بْن شُعَيْب بْن شابور.[1]
- الجرح والتعديل: قال أبو زرعة الرازي: ضعيف الحديث، وَقَال أبو حاتم الرازي: «لا أعلم روى عنه غير مُحَمَّد بْن شعيب، ولا يشبه حديثه حديث أهل الصدق، منكر الحديث، وأحاديثه عَنْ أَنَس لا تعرف.»، وَقَال أبو جعفر العقيلي: «لا يتابع على حديثه.»، قال الفضل بن دكين: «لا شيء، رَوَى عَن: أَنَس بْن مَالِك مناكير.»، وقال ابن حبان في كتاب الضعفاء: | سعيد بن خالد بن أبي طويل الشامي | سَعِيد بْن خَالِد بْن أَبي طويل من أهل الشام. يروي عَنْ أَنَس بْن مَالِك ما لا يتابع عليه. رَوَى عَنه: مُحَمَّد بْن شُعَيْب بْن شابور. لا يجوز الاحتجاج بِهِ. | سعيد بن خالد بن أبي طويل الشامي | روى له ابن ماجة حديثًا واحدًا.[1]